# Riva presso Chieri
Riva presso Chieri – miejscowość i gmina we Włoszech, w regionie Piemont, w prowincji Turyn.
Według danych na rok 2004 gminę zamieszkiwało 3831 osób, 109,5 os./km².